# Paul Tshilumbu Kantola

## Biographie
Paul Tshilumbu kantola , né à Mbujimayi le 25 mai 1967, est un homme politique de la République démocratique du Congo, ancien secrétaire national et député national membre de l'UDPS élu de la circonscription électorale de Tshangu à Kinshasa en 2019,. Il a occupé le poste de ministre de la Communication dans le gouvernement Ilunga Ilunkamba.

## Parcours politique
Paul Tshilumbu a été porte-parole de l’UDPS jusqu'en 2020. Il a été suspendu par Jean-Marc Kabund pour "non-respect de la hiérarchie et des instructions du parti". En réaction, Paul Tshilumbu a rejeté cette suspension, affirmant qu’il restait porte-parole du parti jusqu’au prochain Congrès,.
Il est également connu pour ses interventions à l’Assemblée nationale. En avril 2023, il a adressé une question orale avec débat au ministre de l’Enseignement supérieur, Muhindo Nzangi, concernant le respect des engagements du gouvernement envers les enseignants d’université.

## Prises de position
En janvier 2022, Paul Tshilumbu a affirmé que « depuis que le Congo existe, aucun président n’a fait mieux que Félix Tshisekedi en trois ans ». Il a également vivement critiqué Jean-Marc Kabund, qu’il accuse d’avoir nui au parti et à la nation.

## Activités parlementaires
En tant que député, il représente la circonscription de Likasi et figure parmi les membres influents de l’UDPS à l’Assemblée nationale.